# NKAG 12–14
Die Dampflokomotiven NKAG 12–14 waren vierachsige meterspurige Tenderlokomotiven (Achsfolge D), die von Henschel für die Nassauische Kleinbahn (NKAG) gebaut wurden. Die Lokomotiven waren bis zur Streckenstilllegung 1962 im Betrieb und wurden danach verschrottet.

## Geschichte
Die 1917 gebauten Lokomotiven NKAG 12–14 waren stärker als die seit der Streckeneröffnung der Nassauischen Kleinbahn eingesetzten NKAG 1–8. 1910 wurde schon mit einer Konstruktion von Borsig der Lokpark vergrößert, gefolgt von zwei Lokomotiven von Jung aus den Jahren 1912/1913. Alle diese vierfach gekuppelten Tenderlokomotiven wichen in der Ausführung nur geringfügig voneinander ab. Sie entsprachen in ihrer Größe, Gewicht und Leistung dem Streckenprofil der NKAG mit ihren schwierigen Neigungsverhältnissen.
Das Hauptaufgabengebiet der neuen Lokomotiven waren die Kalksteinzüge nach Sankt Goarshausen und ergänzte den bisherigen kleinbahnmäßigen Charakter. Das Bahnbetriebswerk befand sich in Nastätten. Nach dem Streckenabbruch des Streckenabschnittes Miehlen – Braubach wurden kleinere Reparaturen im Lokschuppen in Braubach ausgeführt, zu Großreparaturen oder Revisionen mussten die Lokomotiven über die Straße nach Nastätten transportiert werden.
Die NKAG 12 wurde 1958 ausgemustert. Die NKAG 13 hatte 1957 in Nastätten eine Hauptuntersuchung erhalten. Die Lokomotive NKAG 14 wurde 1958 zu Jung zur Hauptuntersuchung geschickt. Auf Grund ihrer gültigen Kesselfristen waren diese beiden Lokomotiven im Endbetrieb der Bahn die allein einsatzfähigen Triebfahrzeuge und bis 1962 in Betrieb. Dann wurden sie ausgemustert und verschrottet.

## Konstruktive Merkmale
Die Lokomotiven entsprachen in ihrer Bauweise Industrielokomotiven aus einem umfangreichen Programm von Henschel in Kassel. Um eine geringe Störanfälligkeit zu erreichen, wurden sie als Nassdampf-Lokomotiven gebaut.
Sie waren mit zwei Sandkästen ausgerüstet und besaßen jeweils vor und hinter der ersten und dritten Achse ein Sandfallrohr. Dazu hatten sie eine Dampfbremse und eine Handbremse. Alle Räder wurden mit von hinten wirkenden Bremssohlen abgebremst.